# 나탈긴가락박쥐
나탈긴가락박쥐(Miniopterus natalensis)는 긴가락박쥐과에 속하는 박쥐의 일종이다. 앙골라와 보츠와나, 콩고민주공화국에서 발견되며, 에티오피아와 케냐, 레소토, 말라위, 모잠비크, 나미비아, 남아프리카공화국, 남수단, 에스와티니, 탄자니아, 우간다, 잠비아 그리고 짐바브웨에서도 서식하는 것으로 추정하고 있다. 자연 서식지는 건조 사바나 지역과 습윤 사바나 지역, 지중해성 관목 식생 지대, 동굴 그리고 뜨거운 사막 지대이다. 서식지 감소로 멸종 위협을 받고 있다.